# Into the Groove
Into the Groove – utwór muzyczny amerykańskiej piosenkarki Madonny pochodzący z drugiego studyjnego albumu Like a Virgin (1984) i zarazem czwarty promujący go singel. Piosenka pojawiła się na ścieżce dźwiękowej filmu Rozpaczliwie poszukując Susan. Znalazła się także na reedycji płyty Like a Virgin.
Muzycznie w utworze wykorzystano syntezator i automat perkusyjny. Piosenka została doceniona przez krytyków, a także autorów, którzy często nazywali ją „pierwszym świetnym singlem Madonny”. Odniosła komercyjny sukces, osiągając najwyższe noty w Australii, Belgii, Irlandii, Włoszech, Japonii, Holandii, Nowej Zelandii, Hiszpanii i Wielkiej Brytanii. W Stanach Zjednoczonych utwór był dostępny tylko jako strona B 12-calowego singla „Angel”, dlatego zgodnie z ówczesnymi zasadami, nie pojawił się na liście Billboardu. Pod koniec lat 80. „Into the Groove” został uhonorowany przez magazyn Billboard jako jeden z tanecznych singli dekady.
Teledysk towarzyszący piosence został zmontowany z ujęć z filmu. Piosenka była wykonywana przez Madonnę na większości jej tras koncertowych, w tym podczas Sticky & Sweet (2008-09), gdzie śpiewała ją podczas wykonywania double dutch. Została wielokrotnie coverowana przez wielu artystów, w tym australijską piosenkarkę Dannii Minogue, która połączyła piosenkę z singlem „Do not Wanna Lose This Feeling”.

## Notowania
| Terytorium        | Notowanie                          | Pozycja |
| ----------------- | ---------------------------------- | ------- |
| Stany Zjednoczone | Hot Dance Music/Club Play          | 1       |
| Stany Zjednoczone | Hot Dance Music/Maxi Singles Sales | 1       |
| Wielka Brytania   | UK Singles Chart                   | 1       |
| Australia         | nieznana                           | 1       |
| Kanada            | nieznana                           | 5       |
| Austria           | nieznana                           | 1       |
| Japonia           | nieznana                           | 1       |
| Belgia            | nieznana                           | 1       |
| Europa            | European Hot 100 Singles           | 2       |
| Francja           | nieznana                           | 2       |
| Niemcy            | nieznana                           | 3       |
| Irlandia          | nieznana                           | 1       |
| Włochy            | nieznana                           | 1       |
| Norwegia          | nieznana                           | 3       |
| Hiszpania         | nieznana                           | 1       |
| Szwecja           | nieznana                           | 3       |
| Szwajcaria        | nieznana                           | 2       |